# او برنده یک مزرعه شد
او برنده یک مزرعه شد (انگلیسی: He Won a Ranch) یک فیلم صامت کوتاه کمدی است که در سال ۱۹۱۴ منتشر شد. از بازیگران این فیلم می‌توان به جرالد تی. هِـوِنِـر، اولیور هاردی و ریموند مک‌کی اشاره کرد.